# Loossemble
Loosemble (hangul: 루셈블; rr: Rusembeul; MR: Rusembŭl) é um grupo feminino sul-coreano formado pelo CTDENM. O grupo é composto por cinco membros: HyunJin, YeoJin, ViVi, Go Won e HyeJu. A estreia do grupo ocorreu em 15 de setembro de 2023, com o lançamento do single "Sensitive" e o extended play autointitulado "Loossemble".

## Nome
O nome do grupo, Loossemble, é uma junção dos termos "Loona" e "assemble", representando "cinco membros [do Loona, grupo qual as integrantes fazem parte] se unindo como um" segundo a gravadora.

## Carreira

### 2023–presente: Introdução e estreia comLoosemble
Em 11 de junho de 2023, foi anunciado que as integrantes do Loona,HyunJin e ViVi, assinaram com a CTDENM após rescindirem seus contratos com a antiga gravadora do grupo, Blockberry Creative. Em 5 de julho foi confirmado que YeoJin, Go Won e HyeJu também assinaram contratos de exclusividade com a CTDENM.
O nome do novo grupo, Loossemble, e sua data de estreia foram anunciadas em 31 de julho pela gravadora. Três dias depois, foi divulgado que o quinteto embarcaria aos Estados Unidos para a realização de uma série de concertos voltados a celebrar a estreia do grupo. A turnê terminaria quando o grupo retornasse à Coreia do Sul. Em 23 de agosto, a data de estreia do grupo foi divulgada para o dia 15 de setembro de 2023, com o lançamento de um extended play homônimo.
Em 18 de março de 2024, a CTDENM anunciou que Loossemble lançaria seu segundo extended play intitulado One of a Kind em 16 de abril. Em 18 de julho, foi anunciado que o quinteto realizaria sua próxima turnê em solo estadounidense, passando por nove cidades a partir de 6 de outubro. O lançamento do terceiro extended play do grupo, intituilado TTYL, foi anunciado para 2 de setembro daquele ano. Em 29 de novembro, CTDENM anunciou que os contratos exclusivos das integrantes do Loossemble expiraram e nenhuma das integrantes decidiu permanecer com a gravadora.

## Membros
- HyunJin (hangul: 현진) – líder[12]
- YeoJin (hangul: 여진)
- ViVi (ou hangul: 비비)
- Go Won (hangul: 고원)
- HyeJu (hangul: 혜주)

## Discografia

### Extended plays
| Título        | Detalhes | Melhores posições nas paradas | Vendas        |
| Título        | Detalhes | Circle Album Chart (COR)      | Vendas        |
| ------------- | --- | ----------------------------- | ------------- |
| Loossemble    | - Lançamento: 15 de setembro de 2023 - Gravadora: CTDENM, Warner Music - Formatos: CD, download digital, streaming | 6                             | - COR: 61.102 |
| One of a Kind | - Lançamento: 15 de abril de 2024 - Gravadora: CTDENM, Warner Music - Formatos: CD, download digital, streaming    | 5                             | - COR: 68.369 |
| TTYL          | - Lançamento: 2 de setembro de 2024 - Gravadora: CTDENM, Warner Music - Formatos: CD, download digital, streaming  | 15                            | - COR: 35.682 |

### Singles
| Título                                                                                   | Ano  | Melhores posições nas paradas | Melhores posições nas paradas | Álbum         |
| Título                                                                                   | Ano  | KOR DL                        | US World                      | Álbum         |
| ---------------------------------------------------------------------------------------- | ---- | ----------------------------- | ----------------------------- | ------------- |
| "Sensitive"                                                                              | 2023 | 121                           | 10                            | Loossemble    |
| "Girls Night"                                                                            | 2024 | 91                            | —                             | One of a Kind |
| "TTYL"                                                                                   | 2024 | 129                           | —                             | TTYL          |
| "—" indica uma gravação que não entrou nas paradas ou não foi lançada naquele território |      |                               |                               |               |

## Videografia

### M/Vs
| Título         | Ano  | Diretor(es)                 |
| -------------- | ---- | --------------------------- |
| "Sensitive"    | 2023 | Jung Gu-sang (Estúdio Goyu) |
| "Girl's Night" | 2024 | Jung Gu-sang (Estúdio Goyu) |
| "TTYL"         | 2024 | Desconhecido                |
| "Cotton Candy" | 2024 | Desconhecido                |
| "Confessions"  | 2024 | Desconhecido                |

## Concertos e turnês

### Turnês principais
| Data                   | Cidade              | País           | Local                       |
| ---------------------- | ------------------- | -------------- | --------------------------- |
| 15 de setembro de 2023 | Cidade de Nova York | Estados Unidos | MSG Theater                 |
| 20 de setembro de 2023 | Washington, DC      | Estados Unidos | MGM National Harbor Theater |
| 22 de setembro de 2023 | Atlanta             | Estados Unidos | Arena Gas South             |
| 24 de setembro de 2023 | Chicago             | Estados Unidos | Teatro de Chicago           |
| 26 de setembro de 2023 | Houston             | Estados Unidos | Smart Financial Centre      |
| 29 de setembro de 2023 | Fort Worth          | Estados Unidos | Will Rogers Auditorium      |
| 5 de outubro de 2023   | Oakland             | Estados Unidos | Teatro Paramount            |
| 7 de outubro de 2023   | Los Angeles         | Estados Unidos | Fórum Kia                   |

| Data                  | Cidade        | País           |
| --------------------- | ------------- | -------------- |
| 6 de outubro de 2024  | Orlando       | Estados Unidos |
| 9 de outubro de 2024  | Nova Iorque   | Estados Unidos |
| 11 de outubro de 2024 | Boston        | Estados Unidos |
| 14 de outubro de 2024 | Pittsburgh    | Estados Unidos |
| 16 de outubro de 2024 | Madison       | Estados Unidos |
| 18 de outubro de 2024 | Minneapolis   | Estados Unidos |
| 21 de outubro de 2024 | Tacoma        | Estados Unidos |
| 23 de outubro de 2024 | São Francisco | Estados Unidos |
| 25 de outubro de 2024 | Los Angeles   | Estados Unidos |

## Prêmios e indicações
| Cerimônia de premiação | Ano  | Categoria                 | Resultado | Ref.   |
| ---------------------- | ---- | ------------------------- | --------- | ------ |
| Asia Model Festival    | 2023 | New Artist Award – Singer | Venceu    | [ 15 ] |